# John Mahlon Marlin
John Mahlon Marlin (06 de maio de 1836 Hartford, Connecticut — 01 de julho de 1901 New Haven, Connecticut), foi um armeiro, projetista de armas de fogo e empreendedor Norte americano.
Ele trabalhou na fábrica da Colt em Hartford durante a Guerra Civil Americana. A partir de 1863, ele fabricou pistolas em New Haven, Connecticut, expandindo sua produção para outros tipos de armas até 1872. A partir de 1881, ele começou a fabricar rifles de repetição por alavanca, nicho no qual se especializou, na empresa chamada Marlin Fire Arms Company, hoje em dia, Marlin Firearms.